# غابي مولينا
غابي مولينا (بالإنجليزية: Gabe Molina)‏ هو لاعب كرة قاعدة أمريكي، ولد في 3 مايو 1975 في دنفر في الولايات المتحدة.

## وصلات خارجية
- غابي مولينا على موقعبيزبول رفرنس.كوم (الدوري الرئيسي) (الإنجليزية)
- غابي مولينا على موقعبيزبول رفرنس.كوم (الدوري الثانوي) (الإنجليزية)